# Abborrtjärnen (Voxna socken, Hälsingland, 680927-147534)
Abborrtjärnen är en sjö i Ovanåkers kommun i Hälsingland och ingår i Ljusnans huvudavrinningsområde.